# Calotelea gracilis
Calotelea gracilis är en stekelart som först beskrevs av Alan Parkhurst Dodd 1916.  Calotelea gracilis ingår i släktet Calotelea och familjen Scelionidae. Inga underarter finns listade.